# Ahetze
Ahetze (topònim homònim en francès) és un municipi d'Iparralde al territori de Lapurdi, que pertany administrativament al departament dels Pirineus Atlàntics (regió de la Nova Aquitània). La localitat es troba en la ruta del Camí francès de Santiago de Compostel·la. Limita al nord amb la comuna de Bidarte i al nord-est amb les d'Arbona i Arrangoitze. A l'oest amb Donibane Lohizune i al sud amb la de Senpere.
L'església d'Ahetze consagrada al culte cristià de Sant Martí, és un edifici del segle xvii que alberga una figura de Santiago, un retaule i una creu processional del segle xvi que va ser no obstant això considerada "objecte diabòlic" per l'inquisidor Pierre de Lancre durant els processos de bruixeria de Lapurdi de 1609. El baserri d'"Ostalapia" reformat en local d'hostaleria fou emprat en l'edat mitjana com a posada per als pelegrins i gràcies a les seves defenses, de les quals es conserva un fragment de muralla, també com refugi als habitants de la costa enfront dels atacs de pirates.
Ahetze és la localitat natal del bertsolari Mattin Treku (1906-1987).

## Demografia
| 550 | 479 | 484 | 567 | 869 | 1069 | 1318 | 1452                         |
|     |     |     |     |     |      |      | * provisional. Font : Insee) |

## Administració
| Data d'elecció                                                             | Identitat                           | Qualitat |
| -------------------------------------------------------------------------- | ----------------------------------- | -------- |
| Les dades anteriors a 1957 i compreses entre 1971 i 1995 no són conegudes. |                                     |          |
| 1957 à 1971                                                                | Élie Charles Philippe Marie d'Elbée |          |
| 1995                                                                       | Pierre Cocagne                      |          |
| 2001                                                                       | Pierre Cocagne                      |          |